# یونیورسال تله‌ویژن
یونیورسال تلویژن (انگلیسی: Universal Television) نام یک شرکت تولیدی محصولات تلویزیونی است که از زیرمجموعه‌های شرکتِ «ان‌بی‌سی -یونیورسال تله‌ویژن گروپ» و همچنین بخش تلویزیونی شرکتِ ان‌بی‌سی محسوب می‌شود.